# Pritchardia elliptica
Espèce
Synonymes
- Pritchardia elliptica Rock & Caum[2]
- Pritchardia lanaiensis Becc. & Rock[2]

Statut de conservation UICN

 DD  : Données insuffisantes
Pritchardia elliptica est une espèce de plantes de la famille des Arecaceae.

## Publication originale
- Occasional Papers of the Bernice Pauahi Bishop Museum of Polynesian Ethology and Natural History 9(5): 14. 1930.